# Барут (Марк)
Барут (нім. Baruth/Mark) — місто в Німеччині, розташоване в землі Бранденбург. Входить до складу району Тельтов-Флемінг.
Площа — 233,62 км2. Населення становить 4225 ос. (станом на 31 грудня 2020).

## Демографія
- Динаміка населення з 1875 року в сучасних кордонах (Синя лінія: населення; Пунктир: відносна порівняльна динаміка населення землі Бранденбург; Сірий фон: період Третього рейху; Помаранчевий фон: період НДР)
- Динаміка населення (синя лінія) і прогнози

| Рік  | Населення |
| ---- | --------- |
| 1875 | 6 513     |
| 1890 | 6 508     |
| 1910 | 6 458     |
| 1925 | 6 312     |
| 1939 | 6 149     |
| 1950 | 7 687     |
| 1964 | 5 974     |

| Рік  | Населення |
| ---- | --------- |
| 1971 | 5 620     |
| 1981 | 5 229     |
| 1985 | 5 155     |
| 1990 | 4 926     |
| 1995 | 4 699     |
| 2000 | 4 651     |
| 2005 | 4 437     |

| Рік  | Населення |
| ---- | --------- |
| 2010 | 4 174     |
| 2015 | 4 146     |
| 2016 | 4 121     |
| 2017 | 4 137     |
| 2018 | 4 200     |
| 2019 | 4 217     |
| 2020 | 4 225     |

Джерела даних вказані на Wikimedia Commons.

## Галерея

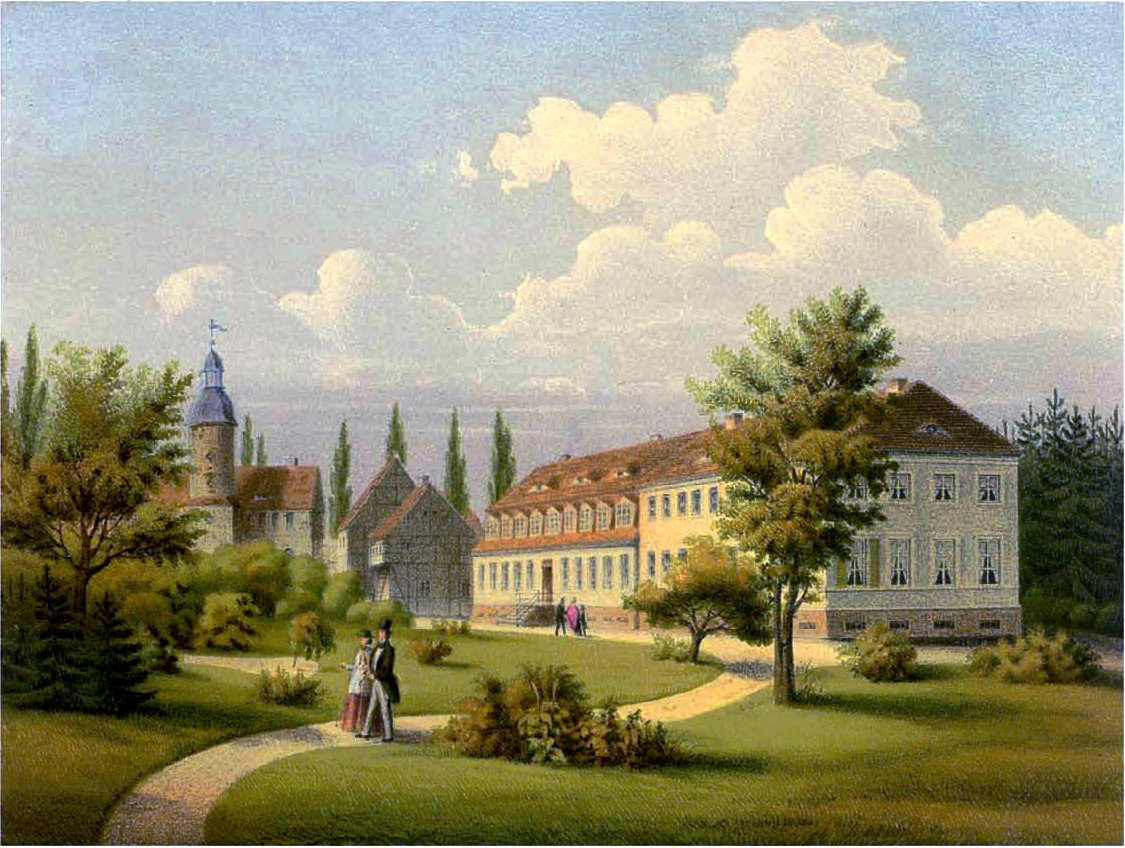
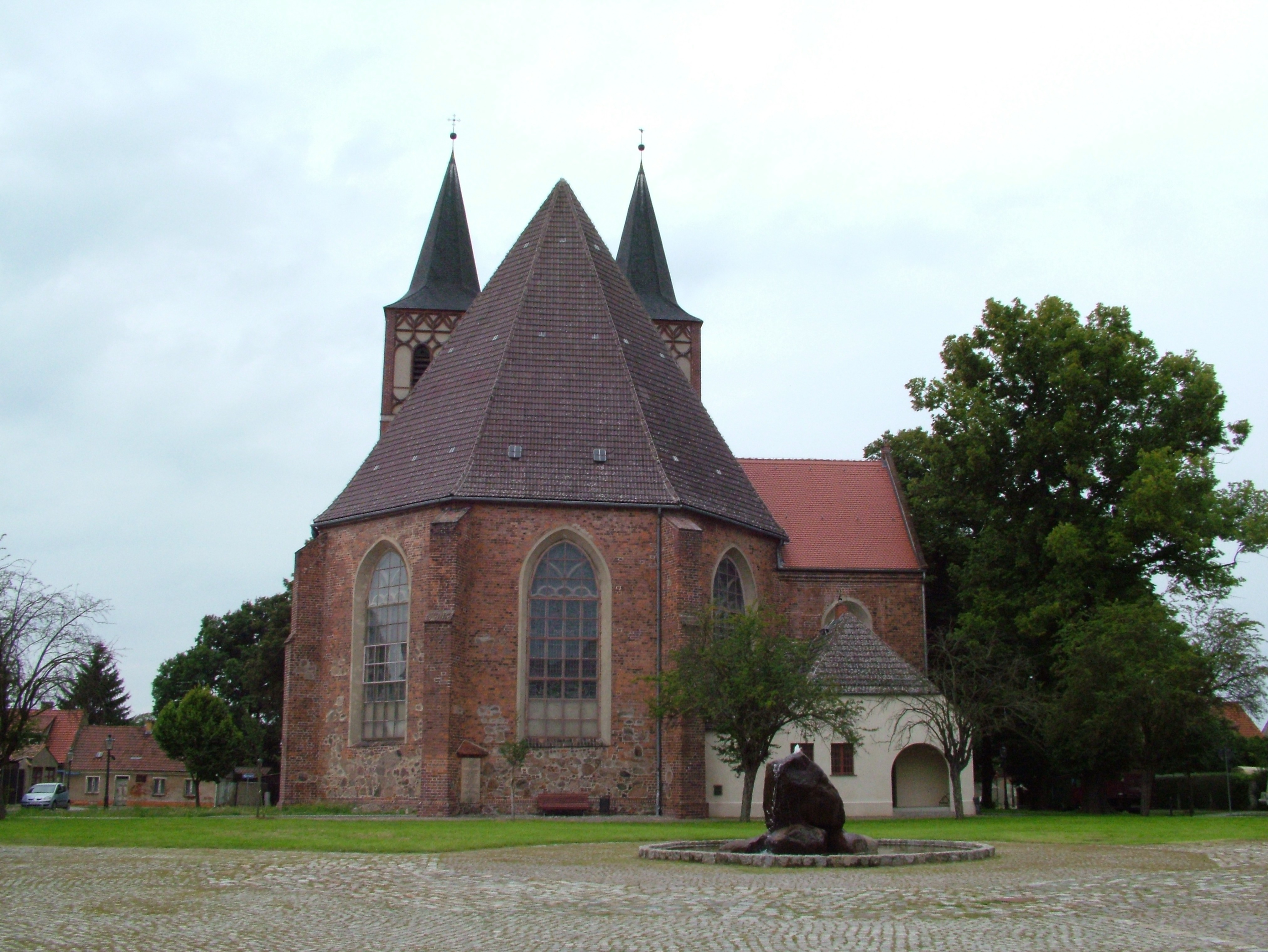
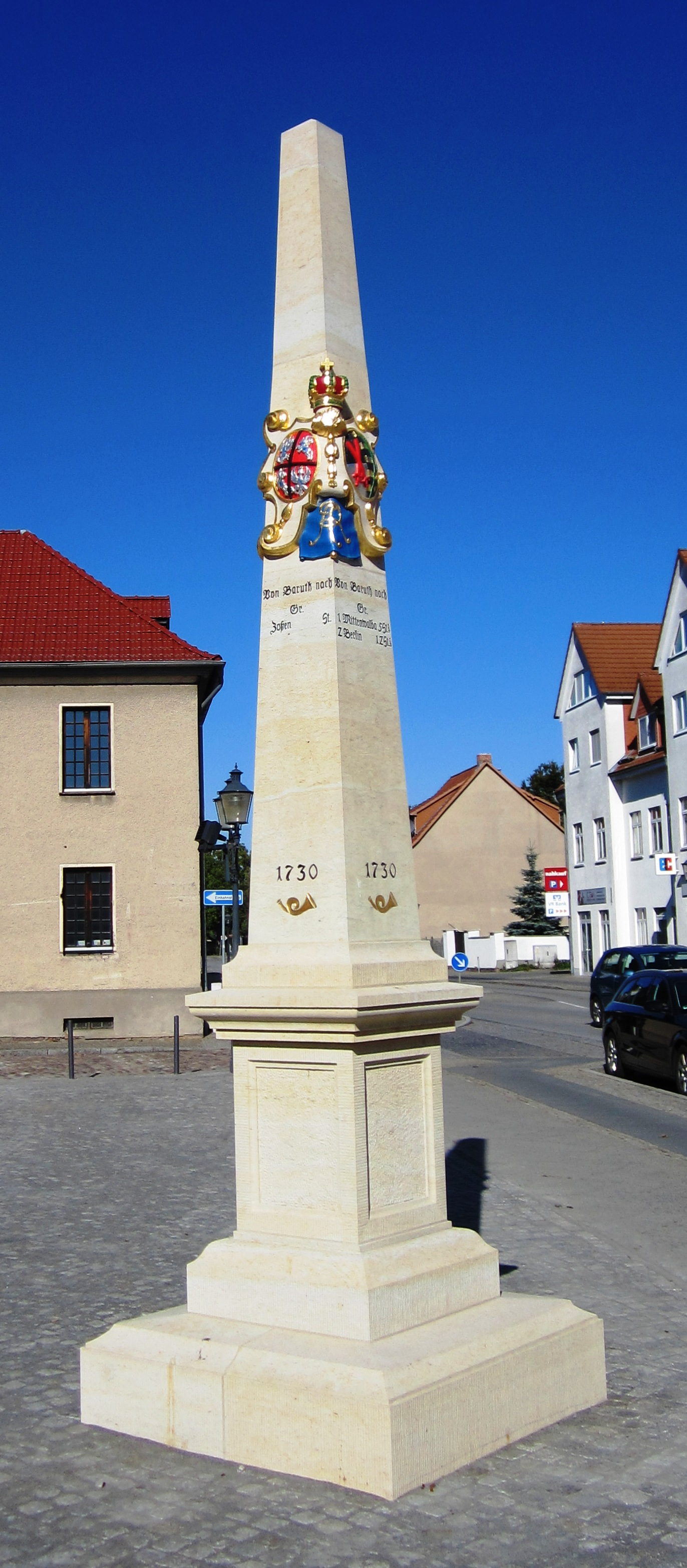
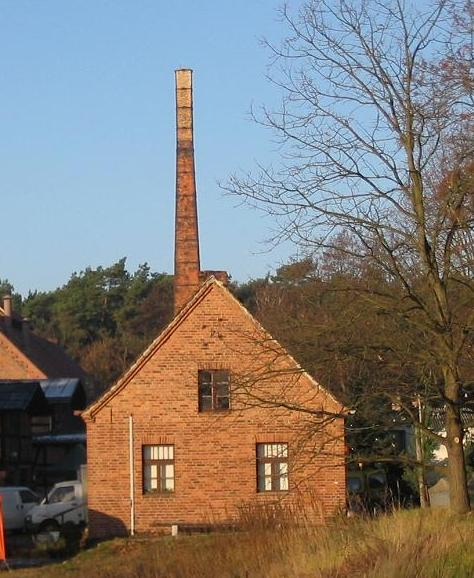
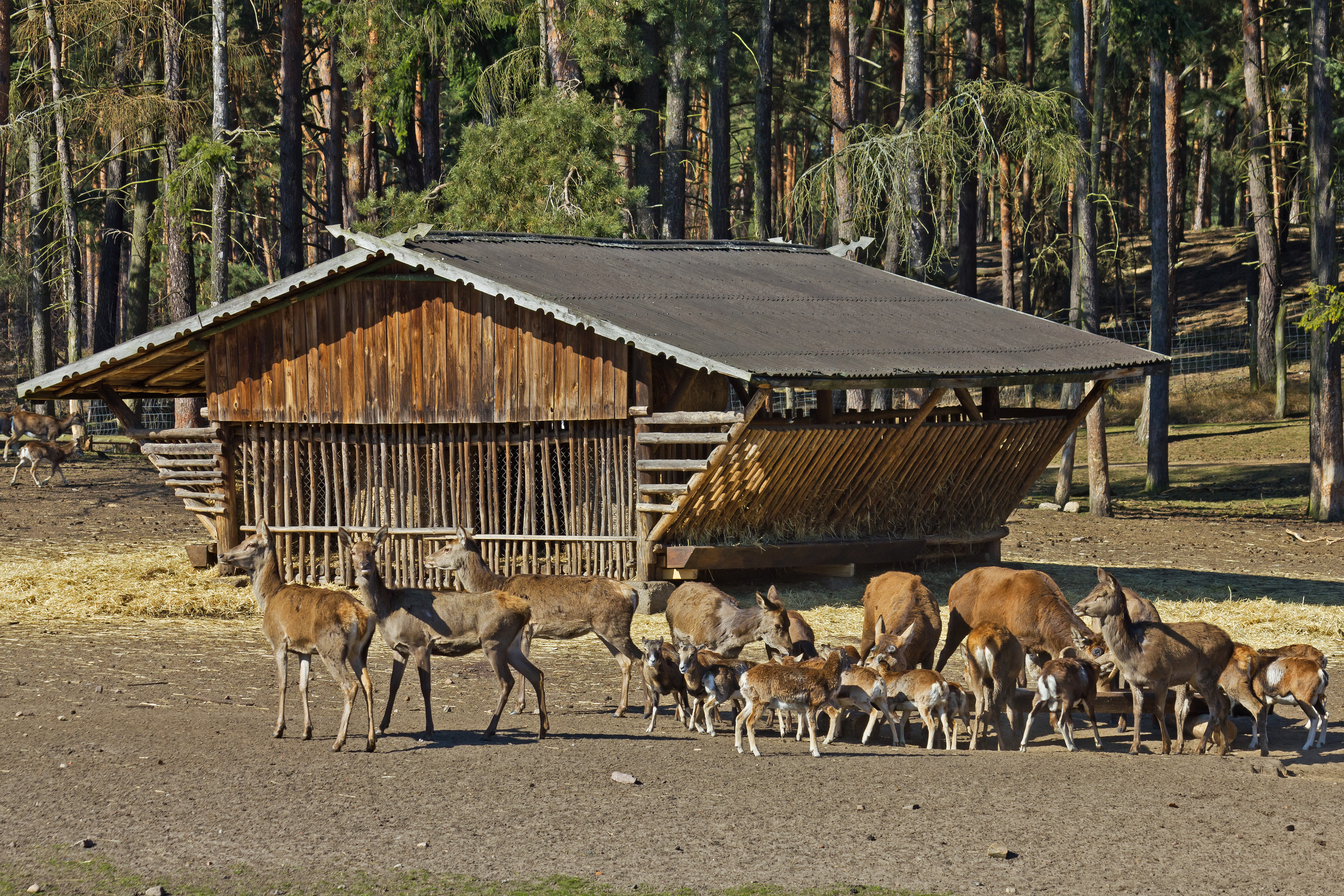
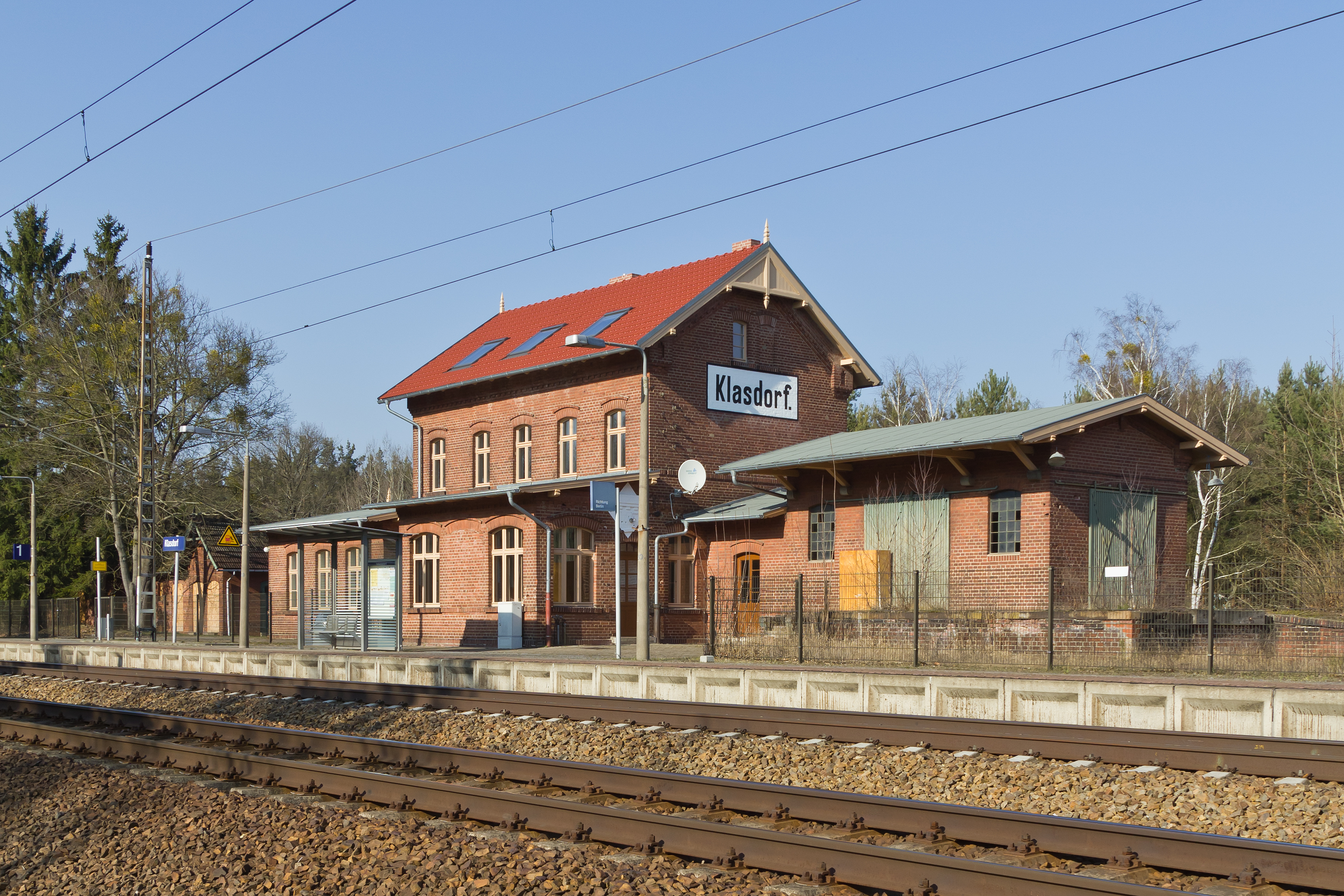